# Carlos Marfori

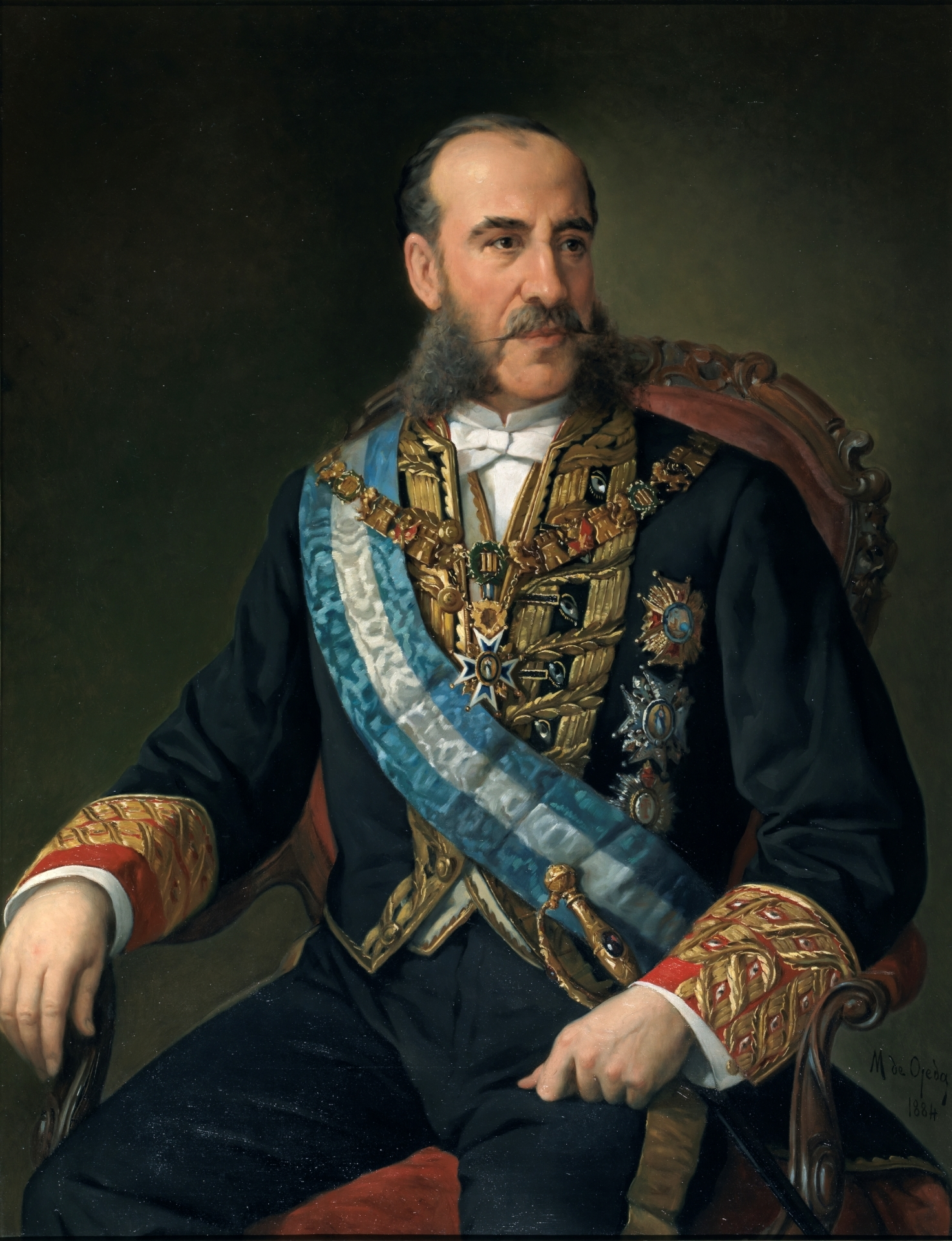
Porträt Carlos Marforis von Manuel Ojeda, 1884

Carlos Marfori y Calleja, Marqués de Loja (* 10. November 1821 in San Fernando, Provinz Cádiz; † 2. Juni 1892 in Madrid) war ein spanischer Politiker und Günstling der Königin Isabella II.

## Leben
Carlos Marfori war der Sohn eines aus Italien nach Spanien eingewanderten Adligen, der noch während Marforis Jugendzeit starb. Zuerst war Marfori Infanteriesoldat, gab diesen Beruf aber auf, als er in den Staatsdienst eintrat. Er wurde Günstling des Generals Ramón María Narváez, dessen Nichte er heiratete. 1856 wurde er im Wahlkreis Loja Abgeordneter der Cortes und im Folgejahr Bürgermeister von Madrid. Auch 1863 und 1864 wurde er zum Mitglied der Cortes gewählt. In den späteren Jahren der Regierung Isabellas errang er deren Gunst und soll mit ihr eine Liaison angefangen haben. Er gehörte der Partei der Moderados an, für die er seinen Einfluss auf die Königin verwendete, und erhielt einen höheren Posten in der Finanzverwaltung. Das Amt eines Ministers für die Überseegebiete bekleidete er zunächst vom 9. Juni 1867 bis 23. April 1868 im Kabinett von Ministerpräsident Ramón María Narváez und nach dessen Tod vom 23. April 1868 bis zum 15. Juni 1868 im Kabinett von Ministerpräsident Luis González Bravo. Anlässlich des Ablebens von Narváez verlieh die Königin Marfori im Mai 1868 den erblichen Titel eines Marqués de Loja, da er ein enger Vertrauter des Verstorbenen gewesen war.
Bei Ausbruch des Septemberaufstands 1868 begleitete Marfori, damals Palastintendant und Staatsrat, Isabella ins Exil. Nach der Restauration der bourbonischen Dynastie kehrte er 1875 nach Spanien zurück, wurde aber sofort in Cádiz interniert und am 23. August 1876 wegen eines beleidigenden Briefs an die Regierung zu einer längeren Haftstrafe verurteilt. Bereits 1876 hatte er in Loja erneut erfolgreich für einen Sitz in den Cortes kandidiert, trat sein Amt aber erst zwei Jahre später an. 1879 und 1884 wurde er nochmals als Abgeordneter für Loja gewählt. 1891 wurde er Senator auf Lebenszeit. Er starb 1892 im Alter von 70 Jahren in Madrid und wurde dort auf dem Friedhof Sacramental de San Lorenzo y San José beigesetzt.